# Конструктор (игрушка)

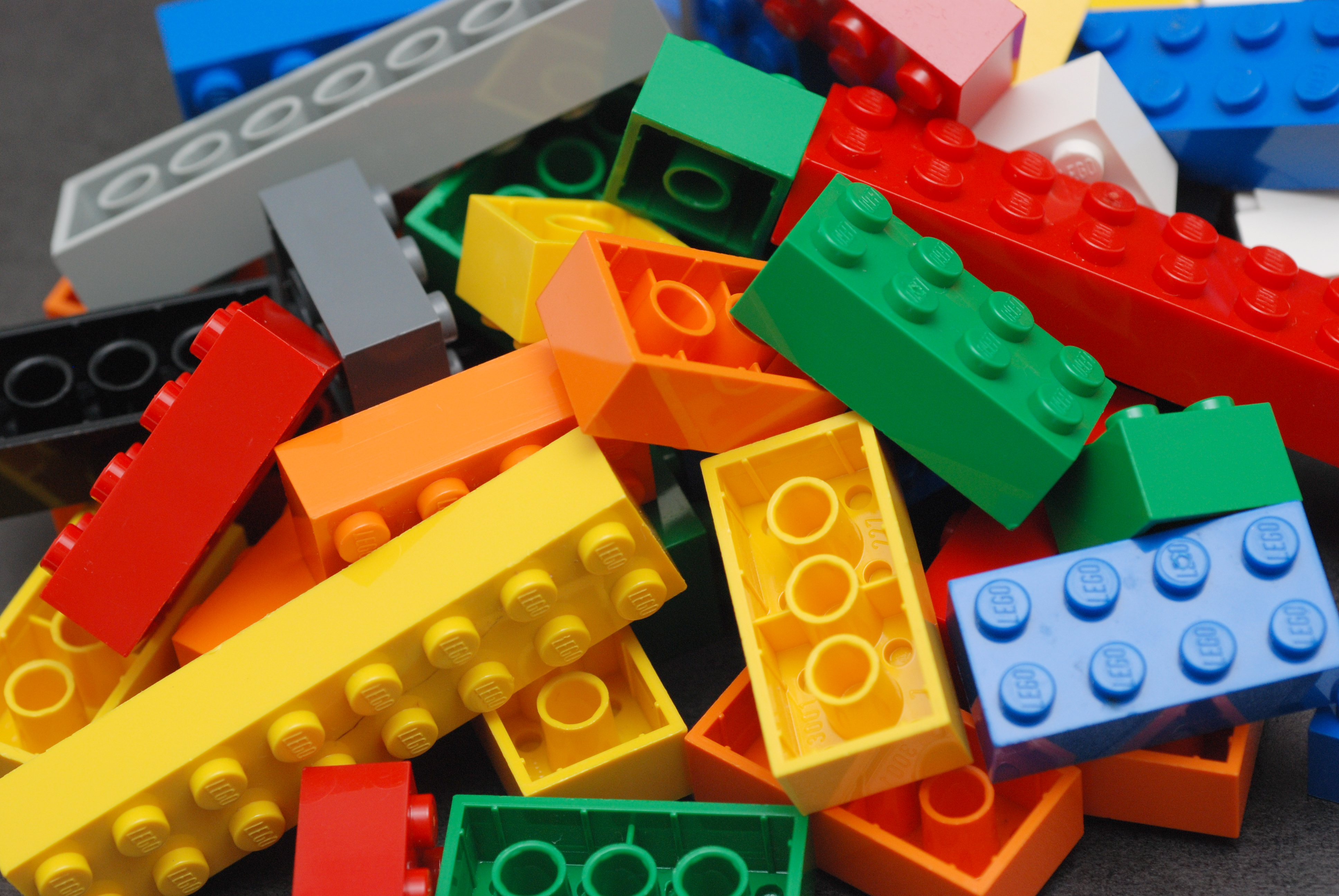
Кубики Lego

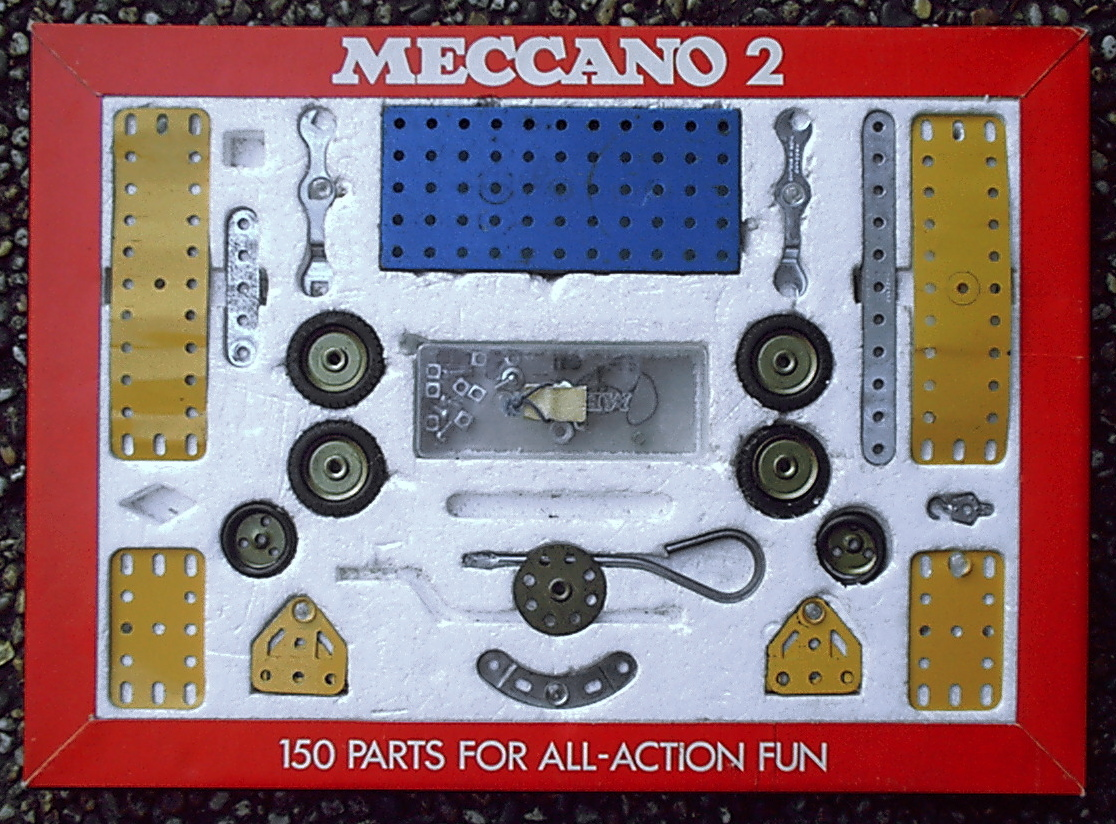
Комплект Meccano No. 2 с 1970-х

Конструктор — это набор стандартных деталей, из которых можно собрать множество разных моделей. Готовые части исключают время, необходимое для изготовления специфичных деталей на заказ, а также не требуют специальной подготовки для создания сложных систем. Конструкторы используются для построения временных механизмов, а также в качестве детских игрушек.

## История возникновения

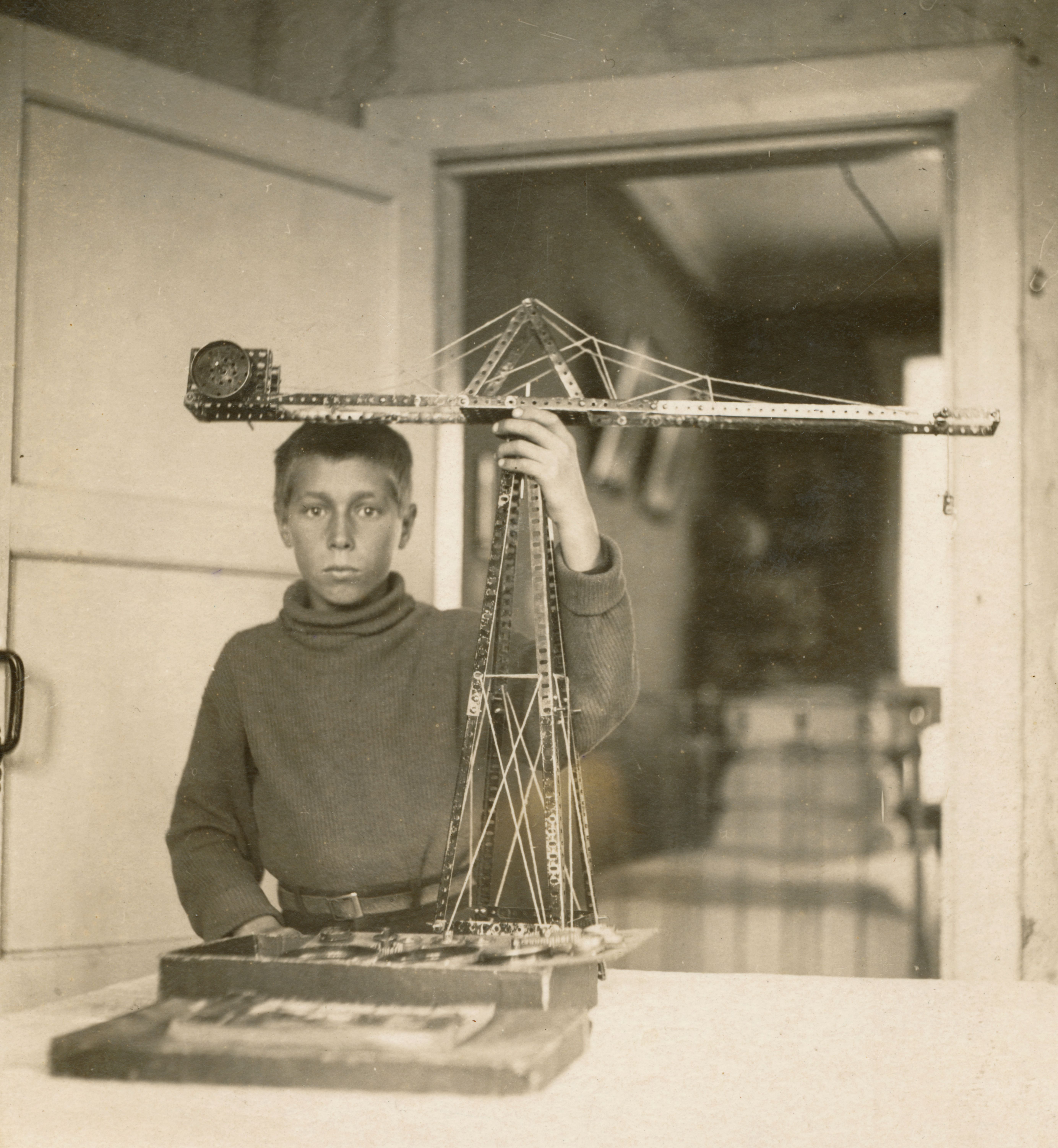
Металлический конструктор, произведённый в СССР в 1933 году

Одним из первых в мире конструкторов считается Анкер, который был создан в 1880 году братьями Отто и Густав Лилиенталь, немецкими инженерами, пионерами авиации. Конструктор представлял собой кирпичики из смеси кварцевого песка, мела и льняного масла, чтобы собирать из них модели зданий. Изобретатели продали свой патент известному предпринимателю Адольфу Рихтеру, который в 1882 году начал промышленное производство конструктора под торговой маркой Anker-Steinbaukasten в городе Себу.
Первый металлический конструктор (Meccano) был создан в 1901 году Фрэнком Хорнби (1863—1936) из Ливерпуля (Великобритания) — английским изобретателем, бизнесменом и политиком, не имевшим формального инженерного образования. Основанные им компании по производству игрушек сделали его состоятельным человеком.
Первоначально идея Фрэнка Хорнби изобразить инженерные конструкции в миниатюре реализовалась в детском наборе конструктора для мальчиков. Назывался он «механическим пособием для новичков», был металлическим и состоял из различных балок, уголков, перекрытий, колёсиков, скоб и других деталей. В набор также входили гайки, болты, отвёртка и гаечный ключ, но не существовало каких-либо определённых схем — каждый ребёнок мог проявить фантазию и создать целый город с мостами, автомобилями, самолётами и даже летающими тарелками. В 1926 году появляются первые цветные детали — красные и зелёные. В 1970 году конструктор был дополнен электромотором. В 1981 году во Франции впервые появляются принципиально новые модели из пластика.
В 1932 году в Дании был изобретён новый вид конструктора — деревянный. Пластмассовый кубик появился в 1958 году. Сегодня детям доступны новые модели: магнитный и электронный.
В магнитном конструкторе детали могут быть соединены между собой с помощью магнитов, чаще всего неодимовых. Магниты в конструкторах могут быть без оболочки (например, неокуб) либо в пластиковой или деревянной оболочке. 
Основоположником в производстве магнитных конструкторов для детей стала канадская компания Mega Bloks, основанная в 1967 году. Ею был создан принципиально новый вид конструктора, который не имел определённого сюжета, а представлял собой абстрактную фигуру, из которой ребёнок мог сделать всё, что захочет. Позже были разработаны серии «Пираты Карибского моря» по мотивам одноимённого художественного фильма, «Драконы», «Need for Speed», созданные по мотивам компьютерной игры и многие другие. В 2011 году появляется серия «Smurfs», которая соответствовала вышедшему в прокат в том же году фильму «Смурфики».

## Психологическийипедагогическийэффекты
Детские конструкторы считаются универсальным учебным пособием, которое развивает моторику рук, мышление, память, фантазию, а также множество других навыков, которые пригодятся ребёнку в будущем. Известно, что уровень развития ребёнка находится в прямой зависимости от степени сформированности тонких движений пальцев рук. Влияние мануальных (ручных) действий на развитие мозга человека было известно ещё во II веке до н. э. в Китае.
Философ И. Кант утверждал, что «рука — это вышедший наружу мозг человека». Связь развития рук с развитием мозга подтверждают современные исследования. Физиологи показывают, что имеется тесная связь больших полушарий мозга с нервными окончаниями, заложенными в кистях и подушечках пальцев рук, поэтому утомление мышц рук вызывает торможение центральной нервной системы и наоборот. То есть развитие детей происходит под влиянием кинетических импульсов от пальцев. Ребёнок, имеющий высокий уровень развития мелкой моторики, умеет логически рассуждать, у него достаточно развиты память, внимание, связная речь. Психологи отмечают, что умственные способности ребёнка начинают формироваться очень рано и не сами собой, а по мере расширения его деятельности, в том числе общей двигательной и ручной. Развитие рук находится в тесной связи с развитием речи и мышления.
Первый этап мышления, характерный для детей раннего возраста, называют действенным. Такое мышление можно назвать «ручным» — манипулируя предметами, ребёнок познаёт их свойства. Это значит, что ребёнок раннего возраста все мыслительные задачи решает руками. Чем больше запас действий и проб накопит в своём опыте ребёнок, тем быстрее он перейдёт ко второму этапу — наглядно-образному, когда будет оперировать не самими предметами, а их образами. На этом этапе ребёнок решает задачу, например, по правильному размещению фигур в соответствующих углублениях сразу, потому что пробы выполняются в уме. Третий этап — словесно-логическое или абстрактное мышление. Здесь даже практические задачи решаются не руками, а в уме. Таким образом, начало развитию мышления даёт рука. Как говорил физиолог И. П. Павлов, «руки учат голову, затем поумневшая голова учит руки, а умелые руки снова способствуют развитию мозга».
О значении ручного труда в развитии творческого мышления педагог В. А. Сухомлинский писал:

Истоки способностей и дарований детей — на кончиках их пальцев. От пальцев, образно говоря, идут тончайшие ручейки, которые питают источник творческой мысли. Чем больше уверенности и изобретательности в движениях детской руки, чем тоньше взаимодействие руки с орудием труда, чем сложнее движения, необходимые для этого взаимодействия, тем ярче творческая стихия детского разума, тем точнее, тоньше, сложнее движения, необходимые для этого взаимодействия; чем глубже вошло взаимодействие руки с природой, с общественным трудом в духовную жизнь ребёнка, тем больше наблюдательности, пытливости, зоркости, внимательности, способности исследовать в деятельности ребёнка.

Конструкторы используют для обучения детей с особенностями развития: расстройствами аутистического спектра, ДЦП и другими. Например, положительный эффект наблюдается при групповом, инклюзивном и индивидуальном обучении конструированию и робототехнике.

## Гендерные категории
Изучение игровых детских комнат американскими учёными не обнаружило различий в количестве книг, музыкальных инструментов, мягких игрушек мальчиков и девочек. Но в некоторых категориях игрушек обнаружились впечатляющие различия. Так, у девочек была масса кукол, кукольной мебели, одежды, кукольных кухонных принадлежностей. Среди игрушек мальчиков было много разного рода повозок, но ни у одной девочки не было обнаружено игрушечного вагона, поезда, лодки или мотоцикла. Из 48 мальчиков только у восьми нашлось по одной кукле.
Подобными наблюдениями производители пытаются объяснить создание разных конструкторов для девочек и для мальчиков. Для девочек они обычно включают в себя следующие сюжеты: дворцы принцесс, кареты, различные животные, мифические существа. Детские конструкторы для мальчиков включают в себя фигуры кораблей, военной техники, самолётов, автомобилей, пожарных станций, полиции и многие другие. Цветовое оформление также может различаться в зависимости от пола ребёнка. Чаще всего разделение по полам происходит для средней и старшей возрастных групп; для младшей такого разделения нет, конструкторы для них создаются, как правило, развивающие, зачастую в форме фруктов, человечков, растений и прочие.

## Классификация
Для детей всех возрастов подойдут конструкторы разного вида. Поэтому в зависимости от возраста ребенка выбирают следующие виды конструкторов:
- Малыши 2-3 лет нуждаются в конструкторах, имеющих разную форму. Из них следует складывать разные фигуры.
- Детки 4-5 лет любят конструктор с воспроизведением окружающей среды из мелких блоков конструктора. В этом возрасте любят складывать дома, автомобили и т.д.
- Дети 6-7 лет часто составляют небольшие конструкторы из большого количества деталей. Пример популярных конструкторов – Lego и его аналоги.
- Для 8 - 10-летних детей идеальными будут конструкторы сборных моделей автомобилей или ракет.[5]